# میلاد رخشان
میلاد رخشان (انگلیسی: Milad Rakhshan؛ زاده ۲۱ سپتامبر ۱۹۸۶) یک بازیکن فوتبال اهل ایران است.